# Keith Russell
John Keith Russell (Mesa, 15 de enero de 1948) es un deportista estadounidense que compitió en saltos de trampolín. Ganó dos medallas en el Campeonato Mundial de Natación de 1973, y una medalla en los Juegos Panamericanos de 1967.

## Palmarés internacional
| Campeonato Mundial   | Campeonato Mundial    | Campeonato Mundial | Campeonato Mundial |
| Año                  | Lugar                 | Medalla            | Prueba             |
| -------------------- | --------------------- | ------------------ | ------------------ |
| 1973                 | Belgrado (Yugoslavia) | Medalla de plata   | Plataforma 10 m    |
| 1973                 | Belgrado (Yugoslavia) | Medalla de bronce  | Trampolín 3 m      |
| Juegos Panamericanos |                       |                    |                    |
| Año                  | Lugar                 | Medalla            | Prueba             |
| 1967                 | Winnipeg (Canadá)     | Medalla de plata   | Trampolín 3 m      |